# Melissa Reeves
Melissa "Missy" Brennan-Reeves (Eatontown, Nueva Jersey; 14 de marzo de 1967) es una actriz estadounidense, más conocida por haber interpretado a Jade Perkins en la serie Santa Barbara y a Jennifer Horton en la serie Days of Our Lives.

## Biografía
Es hija del locutor de radio Lawrence "Larry" Brennan y Marion Brennan, y tiene un hermano, David Brennan. Su prima es la actriz Elizabeth Percy.
Salió con el actor Jon Hensley, pero la relación terminó. El 23 de marzo de 1990, se casó con el actor y músico estadounidense Scott Reeves, con quien tiene dos hijos: Emily Taylor Reeves (23 de junio de 1992) y Lawrence "Larry" David Reeves (4 de agosto de 1997).

## Carrera
El 30 de julio de 1984, se unió al elenco principal de la serie Santa Barbara, donde interpretó a Jade Perkins hasta el 9 de agosto de 1985. El 9 de octubre de 1985, se unió al elenco principal de la exitosa serie Days of Our Lives, donde interpretó a Jennifer Horton hasta 1995. Regresó a la serie en 2000 y se fue nuevamente en 2006; posteriormente, regresó a la serie en 2010 y desde entonces aparece como personaje principal.

## Filmografía

### Series de televisión
| Año                                 | Título            | Personaje       | Notas                               |
| ----------------------------------- | ----------------- | --------------- | ----------------------------------- |
| 1985-1995, 2000-2006, 2010-presente | Days of Our Lives | Jennifer Horton | 1,003 episodios                     |
| 1987                                | The Hitchhiker    | Denise O'Mell   | episodio "Homebodies"               |
| 1985                                | Highway to Heaven | Cathy           | episodio "A Song for Jason: Part 1" |
| 1985                                | Hotel             | Jenny           | episodio "Wins and Losses"          |
| 1984 - 1985                         | Santa Barbara     | Jade Perkins    | 86 episodios                        |

### Películas
| Año  | Título                   | Personaje         | Notas                                                                                        |
| ---- | ------------------------ | ----------------- | -------------------------------------------------------------------------------------------- |
| 2016 | Where the Fast Lane Ends | Rachel Morgan     | junto a Christopher Knight, Scott Reeves, Mac Davis, Marshall Chapman y Terri Minton         |
| 2001 | Basic Training           | Shannon           | corto - junto a Lawrence Bame, Barry Eisen, Barry Livingston y Scott Reeves                  |
| 1999 | Half a Dozen Babies      | Heather           | junto a Scott Reeves, Judith Ivey, Philip Craig, Teri Garr y Bill MacDonald                  |
| 1992 | One Stormy Night         | Jennifer Deveraux | junto a Matthew Ashford, Richard Biggs, Crystal Chappell, Cynthia Lea Clark y Michael Easton |
| 1987 | Summer Camp Nightmare    | Heather           | junto a Chuck Connors, Charlie Stratton, Harold Pruett, Adam Carl y Tom Fridley              |
| 1983 | Somewhere, Tomorrow      | Georgina          | junto a Sarah Jessica Parker, Nancy Addison, Tom Shea, Rick Weber y Paul Bates               |

### Apariciones
| Año  | Programa                                   | Notas |
| ---- | ------------------------------------------ | ----- |
| 2001 | Days of Our Lives' Christmas               | -     |
| 1994 | 50 Years of Soaps: An All-Star Celebration | -     |

## Premios y nominaciones
| Año  | Categoría                                                        | Premio                  | Series            | Resultado |
| ---- | ---------------------------------------------------------------- | ----------------------- | ----------------- | --------- |
| 2016 | Outstanding Supporting Actress in a Drama Series                 | Daytime Emmy Award      | Days of Our Lives | Nominada  |
| 2010 | Best Limited/Guest Performance - Daytime Drama                   | Gold Derby TV Award     | Days of Our Lives | Nominada  |
| 1994 | Hottest Female Star                                              | Soap Opera Digest Award | Days of Our Lives | Ganadora  |
| 1992 | Best Wedding: Daytime (junto a Matthew Ashford)                  | Daytime Emmy Award      | Days of Our Lives | Ganadores |
| 1992 | Best Love Story: Daytime or Prime Time (junto a Matthew Ashford) | Daytime Emmy Award      | Days of Our Lives | Ganadores |
| 1992 | Outstanding Younger Actress in a Drama Series                    | Daytime Emmy Award      | Days of Our Lives | Nominada  |
| 1991 | Outstanding Super Couple: Daytime (junto a Matthew Ashford)      | Daytime Emmy Award      | Days of Our Lives | Ganadores |
| 1988 | Best Young Actress Starring in a Television Drama Series         | Young Artist Award      | Days of Our Lives | Nominada  |
| 1987 | Exceptional Performance by a Young Actor in a Daytime Series     | Young Artist Award      | Days of Our Lives | Nominada  |
| 1986 | Outstanding Young Actress - Regular Daytime Serial               | Young Artist Award      | Santa Barbara     | Nominada  |
| 1985 | Best Young Actress in a Daytime or Nighttime Television Series   | Young Artist Award      | Santa Barbara     | Nominada  |